# Cerapachys toltecus
Cerapachys toltecus är en myrart som beskrevs av Auguste-Henri Forel 1909. Cerapachys toltecus ingår i släktet Cerapachys och familjen myror. Inga underarter finns listade i Catalogue of Life.